# ريد مالون
ريد مالون (بالإنجليزية: Reed Malone)‏ هو سباح أمريكي، ولد في 3 أبريل 1995 في وينتكا في الولايات المتحدة.

## روابط خارجية
- ريد مالون على موقع الاتحاد الدولي للسباحة (الإنجليزية)
- ريد مالون على موقع SwimRankings.net (الإنجليزية)